# 1984-es Formula–1 dallasi nagydíj
Az amerikai nagydíj volt az 1984-es Formula–1 világbajnokság kilencedik futama.

## Futam
| Helyezés | #  | Versenyző          | Csapat/Motor      | Körök | Idő/Kiesés oka    | Rajthely | Pontszám |
| -------- | -- | ------------------ | ----------------- | ----- | ----------------- | -------- | -------- |
| 1        | 6  | Keke Rosberg       | Williams-Honda    | 67    | 2:01:22,617       | 8        | 9        |
| 2        | 28 | René Arnoux        | Ferrari           | 67    | + 22,464          | 4        | 6        |
| 3        | 11 | Elio de Angelis    | Lotus-Renault     | 66    | + 1 kör           | 2        | 4        |
| 4        | 5  | Jacques Laffite    | Williams-Honda    | 65    | + 2 kör           | 24       | 3        |
| 5        | 24 | Piercarlo Ghinzani | Osella-Alfa Romeo | 65    | + 2 kör           | 18       | 2        |
| 6        | 12 | Nigel Mansell      | Lotus-Renault     | 64    | Váltó             | 1        | 1        |
| 7        | 2  | Corrado Fabi       | Brabham-BMW       | 64    | + 3 kör           | 11       |          |
| 8        | 14 | Manfred Winkelhock | ATS-BMW           | 64    | + 3 kör           | 13       |          |
| Kiesett  | 8  | Niki Lauda         | McLaren-TAG       | 60    | Kicsúszás         | 5        |          |
| Kiesett  | 7  | Alain Prost        | McLaren-TAG       | 56    | Kicsúszás         | 7        |          |
| Kiesett  | 18 | Thierry Boutsen    | Arrows-BMW        | 55    | Kicsúszás         | 20       |          |
| Kiesett  | 27 | Michele Alboreto   | Ferrari           | 54    | Kicsúszás         | 9        |          |
| Kiesett  | 17 | Marc Surer         | Arrows-BMW        | 54    | Kicsúszás         | 22       |          |
| Kiesett  | 19 | Ayrton Senna       | Toleman-Hart      | 47    | Kuplung           | 6        |          |
| Kiesett  | 10 | Jonathan Palmer    | RAM-Hart          | 46    | Elektronika       | 25       |          |
| Kiesett  | 1  | Nelson Piquet      | Brabham-BMW       | 45    | Kicsúszás         | 12       |          |
| Kiesett  | 15 | Patrick Tambay     | Renault           | 25    | Kicsúszás         | 10       |          |
| Kiesett  | 20 | Johnny Cecotto     | Toleman-Hart      | 25    | Kicsúszás         | 15       |          |
| Kiesett  | 26 | Andrea de Cesaris  | Ligier-Renault    | 15    | Kicsúszás         | 16       |          |
| Kiesett  | 21 | Huub Rothengatter  | Spirit-Hart       | 15    | Üzemanyagrendszer | 23       |          |
| Kiesett  | 22 | Riccardo Patrese   | Alfa Romeo        | 12    | Kicsúszás         | 21       |          |
| Kiesett  | 16 | Derek Warwick      | Renault           | 10    | Kicsúszás         | 3        |          |
| Kizárva  | 4  | Stefan Bellof      | Tyrrell-Ford      | 9     | Kizárva           | 17       |          |
| Kiesett  | 23 | Eddie Cheever      | Alfa Romeo        | 8     | Kicsúszás         | 14       |          |
| Kiesett  | 25 | François Hesnault  | Ligier-Renault    | 0     | Baleset           | 19       |          |
| NK       | 3  | Martin Brundle     | Tyrrell-Ford      |       |                   |          |          |

## A világbajnokság élmezőnyének állása a verseny után
| H  | Versenyzők      | Pont | H  | Konstruktőrök  | Pont |
| -- | --------------- | ---- | -- | -------------- | ---- |
| 1. | Alain Prost     | 35,5 | 1. | McLaren-TAG    | 59,5 |
| 2. | Elio de Angelis | 26   | 2. | Ferrari        | 32,5 |
| 3. | Niki Lauda      | 24   | 3. | Lotus-Renault  | 32   |
| 4. | René Arnoux     | 23   | 4. | Williams-Honda | 25,5 |
| 5. | Keke Rosberg    | 20,5 | 5. | Brabham-BMW    | 22   |

## Statisztikák
Vezető helyen:
- Nigel Mansell: 35 (1-35)
- Keke Rosberg: 24 (36-48 / 57-67)
- Alain Prost: 8 (49-56)

Keke Rosberg 3. győzelme, Nigel Mansell 1. pole-pozíciója, Niki Lauda 19. leggyorsabb köre.
- Williams 18. győzelme.